# Клюєва Белла Григорівна
Белла Григорівна Клюєва (рос. Белла Григорьевна Клюева; 1925 — 25 січня 2017) — радянська й російська редакторка та письменниця. Відома своєю видавничою, перекладацькою та популяризаторською діяльністю в царині фантастики.

## Біографія
Народилася в Москві. Після закінчення школи, на початку німецько-радянської війни пішла на фронт добровольцем. Після закінчення війни закінчила філологічний факультет МДУ. Викладала англійську мову в школі. Потім закінчила аспірантуру Московського державного педагогічного інституту ім. В. І. Леніна. Написала кандидатську дисертацію по творчості Говарда Фаста, але не змогла захистити її через зміни політичної кон'юнктури.
З 1958 року працювала в редакції науково-фантастичної літератури видавництва «Молода гвардія». Завдяки її зусиллям були видані багато творів кращих представників радянської фантастики того часу, на чолі з А. і Б. Стругацькими. Брала активну участь у створенні серії «Бібліотека радянської фантастики», щорічників «Фантастика», першої в СРСР підписаний «Бібліотеки сучасної фантастики» в 25 томах.
1974 року, після призначення на пост завідувача редакції Ю. М. Медведєва і кардинальної зміни курсу видавництва, Клюєва змушена була піти з «Молодої гвардії».
Перейшовши під новостворене Всесоюзне агентство з авторських прав (ВААП) як експерт у художній літературі, вона також активно сприяла просуванню радянської науково-фантастичної літератури за кордоном.
Займалася перекладами фантастики з англійської мови російською. Перекладала твори Рея Бредбері, Роберта Шеклі, Еріка Рассела, Бена Бові, Лестера дель Рея і інших авторів.
1982 року вийшла на пенсію.
2002 року за пропаганду радянської фантастики Клюєвій було присуджено премію ім. І. А. Єфремова.